# Паньківці (Шепетівський район)
Па́ньківці — село в Україні, у Ямпільській селищній громаді Шепетівського району Хмельницької області. Розташоване на річці Горині.

## Історія
Перша згадка села - 1449 рік, коли литовським князем було підтверджено право володіння ним панові Дениску (скоріш за все, родоначальнику Денисковичів).
Село згадується в описі Кременецького Замку 1545 року як володіння княгині Ільїної (Беати Острозької з роду Косцелецьких, дружини князя Іллі Острозького), що вона його купила у шляхетського роду Денисковичів разом із селами Вежівці (В'язовець), Норилів, Дрибова (Грибова), Дідківці і Шельвів.
В 1774 році в селі була побудована церква в ім'я святої Параскеви Сербської (дерев'яна).
У 1884 року у селі розпочала діяльність церковно-приходська школа в церковному домі з зарплатою вчителю в 100 рублів.
В 1890 році селянин Федір Ус пожертвував в місцеву церкву дві металеві хоругви ціною 100 рублів, за що йому було надано Боже благословення.
В 1891 році вчителем церковно-приходської школи був Терентій Максимович Сморж. Учнів 24 дитини. В селі було населення сумарно 594 людини, 71 і 1/2 дворів.
На момент 1897 року у церковно-приходській школі села Паньківці навчалося 22 дитини: 21 хлопець і 1 дівчина. Зарплата вчителя, Костянтина Соколовського, була 60 рублів, на школу виділялося 100 рублів.
У 1906 році село Ямпільської волості Кременецького повіту Волинської губернії. Відстань від повітового міста 45 верст, від волості 3. Дворів 105, мешканців 706.
В 1906 році разом з м. Ямпіль проводились палестинські читання під керівництвом священника церкви Святої Трійці в м. Ямпіль Гервасія Михалевича, всього 6 читань. Приблизна кількість присутніх на одному читанні ~200-400 осіб, сумарна кількість присутніх ~1600 осіб.
В 1909 році в селі в приміщенні школи проводились палестинські читання під керівництвом протоієрея Павла Легезневича.
Під час Другої світової війни церква святої Параскеви була знищена через бойові дії. Пізніше перебудована в сучасному вигляді.

## Населення

### Кількість населення
| Рік      | Кількість населення (особи) | Приріст (%) | Кількість дворів |
| -------- | --------------------------- | ----------- | ---------------- |
| 1811*    | ~398                        |             | 73               |
| 1816**   | 333                         |             | 67               |
| 1834**   | 414                         |             | 65               |
| 1850**   | 382                         |             | 73               |
| 1858**   | 387                         |             | 69               |
| 1884     | 442                         |             |                  |
| 1891***  | 594                         | +13.4       |                  |
| 1906     | 706                         | +21.3       | 105              |
| 1912**** | 828                         | +16.0       |                  |
| 1913**** | 832                         | +1.0        |                  |
| 2001     | 637                         | -23.4       |                  |
| 2011     | 583                         | -8.4        |                  |
| 2023     | 491                         | -11.8       |                  |
| 2025     | 491                         | 0           |                  |

*Вказана кількість чоловіків-християн з ревізії 199, збільшена вдвічі.
**Вказана кількість християн з ревізії.
***Пораховано з кількості прихожан і євреїв. Прихожан 582, євреїв 12.
****Вказана кількість прихожан.
Населення села за переписом 2001 року становило 637 осіб, в 2011 році — 583 особи.

### Мова
Розподіл населення за рідною мовою за даними перепису 2001 року:
| Мова       | Кількість | Відсоток |
| ---------- | --------- | -------- |
| українська | 635       | 99.69%   |
| російська  | 2         | 0.31%    |
| Усього     | 637       | 100%     |